# 法布爾龍科
法布爾龍科（Fabrosauridae）是群原始鳥臀目恐龍，牠們生存於侏儸紀早到中期。然而，最近的研究顯示法布爾龍科並非天然的演化支，包含者彼此沒有親緣關係的屬。

## 敘述
法布爾龍科是群外型類似賴索托龍的動物，是群草食性動物。大多數法布爾龍類的身長介於1到2公尺，是種體型輕小的二足動物。牠們的頭顱骨呈三角形，並有大型、圓形的眼窩，口鼻部短。法布爾龍的前肢短小，可能無法用在行走。尾巴佔了身長的接近一半，可能具有平衡重心的功能，使牠們在奔跑時能迅速轉彎。脛骨長於股骨，顯示牠們是善奔動物。

## 分類爭議
法布爾龍科是在1972年由彼得·加爾東（Peter Galton）提出，根據頰齒的型態而建立。法布爾龍科的化石發現於非洲南部的三疊紀晚期與侏羅紀早期地層，以及中國的侏羅紀中晚期地層。法布爾龍科具有許多類似其他鳥臀目物種的特徵，引起部分系統發生學專家對法布爾龍科的興趣。由於法布爾龍科的大部分化石是破碎或部分骨頭，甚至是個別的牙齒，因此法布爾龍科的演化位置仍有待商榷。舉例而言，在1990年發現於中國四川省自貢市下沙溪廟組的靈龍化石，導致很多古生物學家都認為法布爾龍科不是有效的科。法布爾龍本身可能是較早命名的賴索托龍的異名。
法布爾龍科具有許多有趣的特徵，尤其是牙齒的型態與構造，而前肢長度相當短。與畸齒龍科、稜齒龍科不同，法布爾龍科的牙齒非常細，琺瑯質均勻。若與靈龍相比，法布爾龍較為原始，具有6顆前上頜骨牙齒，恥骨前端粗短。靈龍的體型則較大，較為衍化。
工部龍生存於侏羅紀晚期的中國，被認為較接近法布爾龍科，而離稜齒龍科較遠。模式種是拾遺工部龍，化石發現於四川省榮縣的下沙溪廟組，目前只有發現數顆牙齒。